# Hard to Say I'm Sorry
Hard to Say I'm Sorry is een nummer van de Amerikaanse rockband Chicago uit 1982. Het is de eerste single van hun dertiende studioalbum Chicago 16.
"Hard to Say I'm Sorry" is een rockballad, die gaat over een jongen die spijt heeft van de nare dingen die hij zijn meisje heeft aangedaan. Hij smeekt haar om hem niet te verlaten. Het nummer werd een hit in Noord-Amerika, op de Britse eilanden, in Oceanië, Italië, en in het Duitse en Nederlandse taalgebied. In de Amerikaanse Billboard Hot 100 werd het een nummer 1-hit. In de Nederlandse Top 40 haalde het een bescheiden 22e positie, en in de Vlaamse Radio 2 Top 30 kwam het tot de 15e positie.
In 1997 maakte de Amerikaanse boyband Az Yet samen met Chicago-zanger Peter Cetera een cover van het nummer. Deze versie deed het in de Amerikaanse Billboard Hot 100 iets minder goed dan het origineel; het haalde daar de 8e positie. In de Nederlandse Top 40 deed Az Yets versie het juist wel beter dan het origineel; daar haalde het de 3e positie.

## NPO Radio 2 Top 2000
| Nummer met noteringen in de NPO Radio 2 Top 2000 | '00 | '01  | '02 | '03  | '04  | '05  | '06  | '07  | '08  | '09 | '10  | '11  | '12  | '13  | '14  | '15  |
| ------------------------------------------------ | --- | ---- | --- | ---- | ---- | ---- | ---- | ---- | ---- | --- | ---- | ---- | ---- | ---- | ---- | ---- |
| Hard to Say I'm Sorry                            | 985 | 1350 | 839 | 1090 | 1314 | 1578 | 1936 | 1757 | 1540 | -   | 1919 | 1984 | 1849 | 1900 | 1986 | 1908 |

1. ↑  Een '-' betekent dat het nummer niet was genoteerd en een vetgedrukt getal geeft de hoogste notering aan.
2. ↑  2000 was het eerste jaar met een notering voor dit nummer.
3. ↑  Deze tabel is bijgewerkt tot en met de laatste editie (2024).